# 25th ANNIVERSARY YOKO NAGAYAMA IDOL COMPLETE BOX〜LEGEND of VENUS〜
『25th ANNIVERSARY YOKO NAGAYAMA IDOL COMPLETE BOX〜LEGEND of VENUS〜』は2009年12月2日にビクターエンタテインメントから発売された長山洋子の初のボックス・セット。

## 解説
1984年4月1日に発売されたメジャー・デビュー曲「春はSA・RA SA・RA」から、1990年のアイドル時代最後の17thシングル「If We Hold On Together」まで、長山洋子がアイドル歌手として活動した1984年〜1990年に発表したカップリング曲、アルバム収録曲含む全85曲を完全収録。
新録・リミックスを収録したボーナスCD、オリジナル・カラオケCD、貴重なアイドル時代のライヴ映像初DVD化を含む、長山洋子のデビュー25周年記念企画となるCD-BOX。 

## 収録曲

### DISC.1
1. 春はSA-RA SA-RA  Moment of Ecstasy　3:08
2. 夢の色　3:40
3. シャボン　4:11
4. ピアニシモ　3:48
5. 密やかにときめいて…　3:41
6. ごめん　3:36
7. 旅人　3:52
8. モ・ナ・リ・座　4:17
9. 夢色ジェラシー　3:47
10. ため息いっぱいセレナーデ　3:34

### DISC.2
1. 白いコスモス　3:27
2. 悲しいほどひとりきり　3:29
3. 禁じられた恋にそむき　3:43
4. 瞬間はファンタジー　3:25
5. ハーフムーンの気持　3:19
6. ゴールドウィンド　3:32
7. ぽろぽろと　3:47
8. 素顔のままで　3:46
9. 夢うつつ　4:00
10. Forever My Love　4:02

### DISC.3
1. 雲にのりたい　3:33
2. FLY ME AGAIN　3:48
3. ヴィーナス　3:35
4. True Lover 〜見つめかえして〜　4:02
5. VENUS (English Version)　3:33
6. トゥ・オブ・ハーツ　4:01
7. ミスター・マンデー　3:58
8. アイ・ライク・ユー　4:28
9. サニー　4:12
10. パパ・ドント・プリーチ　3:59

### DISC.4
1. ギヴ・ミー・アップ　3:54
2. 愛は吐息のように　4:16
3. ヴィーナス (Extended Version)　6:11
4. ユア・マイ・ラヴ　4:52
5. 悲しき恋人たち　4:09
6. 心象風景（ココロのスケッチ）　4:26
7. 真夜中のオンディーヌ　4:14
8. ドミノ　4:16
9. 愛を待てないAngels　4:33
10. ビッグ・ラヴ　3:03
11. マザーズボーイWow Wow　4:02

### DISC.5
1. ラ・イスラ・ボニータ　4:21
2. ハイウェイ物語　3:48
3. 愛に抱かれた夜　4:37
4. 悲しき恋人たち (Twilight-Mix)　4:08
5. アリス　4:50
6. 星に願いを　3:55
7. ハートに火をつけて　4:19
8. 哀愁の瞳　4:44
9. ゲンキ天国　3:37
10. 星に願いを (Christmas Version)　5:11

### DISC.6
1. 反逆のヒーロー　3:21
2. 綺麗なプライド　4:32
3. ショウ・ミー　4:53
4. トイ・ボーイ　4:36
5. ふたりの世界　4:06
6. ニュー・デイ・フォー・ユー　4:50
7. イングリッシュマン・イン・ニューヨーク　5:13
8. ユー・ウィン・アゲイン　4:52
9. ロンリー グッドナイト　3:52
10. 遠いラストサマー　3:59

### DISC.7　オリジナル・アルバム『F-1』
1. うたうように　4:11
2. NO ESCAPE　3:59
3. 雨にうたれて　5:38
4. あたらしい Yesterday　4:03
5. ラハイナの風　4:11
6. CAR WASH　4:00
7. あきらかに愛になってた　5:25
8. バナナフィッシュの日　4:35
9. Be-Song　4:23
10. 屋上へゆこうよ　4:14

### DISC.8
1. KOIKO　4:54
2. モナリサ　4:44
3. 嘘はつけない　4:25
4. 瞳の中のファーラウェイ　4:19
5. 永遠のブルー　4:05
6. 瞳の中のファーラウェイ PARTII 〜Oh, Run Away〜　4:19
7. ニュー・デイ・フォー・ユー (Five Star Mix)　6:06
8. 肩幅の未来　4:13
9. な・ま・い・き　4:47
10. If We Hold On Together　4:05
11. 終わらないセレナーデ　3:48

### DISC.9　特典CD　リミックス+再録
1. ヴィーナス (Remix Version)　4:09
2. ヴィーナス　3:35
3. VENUS (English Version)　3:33
4. ヴィーナス (Extended Version)　6:11
5. ヴィーナス (New Vocal Version)　3:32
6. 素顔のままで (ニュー・ボーカル)　3:46
7. If We Hold On Together (New Vocal Version)　4:04

### DISC.10　特典CD 全曲オリジナル・カラオケ
1. 春はSA-RA SA-RA　Moment of Ecstasy　3:08
2. シャボン　4:11
3. 雲にのりたい　3:33
4. ヴィーナス　3:35
5. ユア・マイ・ラヴ　4:41
6. 悲しき恋人たち　4:09
7. ハートに火をつけて　4:18
8. 反逆のヒーロー 3:20
9. KOIKO　4:54
10. If We Hold On Together　4:04

### DISC.11　特典DVD
【"X'mas Present from Yoko" at 1988.11.29 インクスティック芝浦ファクトリー】
1. 〜ごあいさつ〜
2. うたうように
3. KOIKO
4. ヴィーナス
5. 悲しき恋人たち
6. ハートに火をつけて
7. モナリサ
8. 屋上へゆこうよ
【ミュージック・ビデオ】
9. 悲しき恋人たち
10. ハートに火をつけて
11. ヴィーナス
【日本テレビ「カックラキン大放送!!」歌唱映像】
12. 春はSA-RA SA-RA（1984.6.8放送）
13. 素顔のままで（1986.3.7放送）